# Mulligans !
 (juillet 2025).
Pour plus de détails, voir Fiche technique et Distribution.
Mulligans ! est un film américain de Miles Hood Swarthout réalisé en 1997.

## Synopsis
Dottie (Tippi Hedren) et Madge (Marcia Rodd) sont des amis qui partagent quelque chose en commun... elles sont veuves de golfeurs ...

## Fiche technique
- Réalisation : Miles Hood Swarthout
- Scénariste : Miles Hood Swarthout d’après une histoire de Glendon Swarthout
- Genre : Court-métrage, Aventure, Comédie, Drame

## Distribution
- Tippi Hedren : Dottie
- Marcia Rodd : Madge
- Roger Hampton : Greenskeeper
- Duke Miglin : Parking Valet
- Miles Hood Swarthout : Bad Golfer